# Sturnira tildae
Sturnira tildae är en fladdermus som beskrevs 1959 av Luis del la Torre. Arten ingår i släktet Sturnira och familjen bladnäsor. Inga underarter finns listade i Catalogue of Life. En teori att populationen är synonym med Sturnira luisi fick ingen bekräftelse.

## Utseende
Denna svanslösa art är med en kroppslängd av 66 till 70 mm och en vikt av 23 till 30 g medelstor i släktet Sturnira. Underarmarna är 43 till 55 mm långa, bakfötternas längd är 15 till 17 mm och öronen är 19 till 21 mm stora. De cirka 5 mm långa håren på ovansidan är nära roten vitaktig, sedan mörk gråbrun, i tredje avsnittet ljusbrun och vid spetsen mörk ockra (hannar) eller rödbruna (honor). Ovansidan har därför ett ockrafärgat utseende och är tydlig mörkare än undersidan. Vid axlarna finns körtlar och sekretet ger pälsen en gul färg. Hos Sturnira tildae är svansflyghuden en otydlig smal remsa med hår vid kanten. Typisk är breda inre framtänder i överkäken med en vågig topp. Den första och den andra molaren i underkäken har strukturer som skiljer arten från andra släktmedlemmar.

## Utbredning
Arten förekommer i norra Sydamerika fram till Bolivia och till den brasilianska delstaten São Paulo. Den lever i tropiska städsegröna skogar och i andra fuktiga landskap. Sturnira tildae äter främst frukter som troligen kompletteras med nektar och pollen. En kull har vanligen en unge. Arten lever i låglandet och ersätts i bergstrakter av Sturnira ludovici.

## Ekologi
Exemplaren flyger främst genom öppningar i undervegetationen och sällan nära trädens kronor. De delar reviret med Carollia perspicillata, Rhinophylla pumilio och Artibeus obscurus. Arten föredrar frukter från släktena skattor och Piper. Fynd av dräktiga honor, honor med aktiva spenar, parningsberedda hannar och ungdjur dokumenterades i olika månader och regioner.

## Status och hot
Beståndet påverkas regionalt av skogsröjningar. Hela populationen bedöms som stabil. IUCN kategoriserar arten globalt som livskraftig.